# Giuseppe Cavagnari
Giuseppe Cavagnari (Romano di Lombardia, 1862 – Romano di Lombardia, 1940) è stato un giornalista, poeta e scrittore italiano.

## Biografia
Nato a Romano di Lombardia, in provincia di Bergamo, faceva parte di una famiglia benestante con grandi possedimenti terrieri. Interruppe gli studi a quindici anni per dedicarsi alla letteratura e cominciò a collaborare con un periodico locale, Il Campanone, dove conobbe Filippo Meda e Agostino Cameroni. Viaggiò quindi per l'Europa, soggiornando a Parigi e Monaco di Baviera, dove approfondì la sua conoscenza sulla musica classica e cominciò la collaborazione con l'Osservatore Cattolico di don Davide Albertario. Si trasferì quindi in Svizzera, prima a Berna e poi a Lugano; conobbe Giuseppe Motta, futuro presidente della Confederazione. In seguito si trasferì a Milano, dove iniziò la sua collaborazione con il Corriere della Domenica e con diverse testate giornalistiche. Nel 1889, sposò Anna Maria Nespoli di Credaro dalla quale ebbe otto figli. 
Tornato a Romano di Lombardia, fondò la Società di mutuo soccorso e fu eletto consigliere comunale per la lista cattolica e assessore. Assieme alle liste del popolarismo sturziano arrivò a ricoprire la carica di consigliere provinciale. Fu anche eletto presidente del Credito Bergamasco, rimanendo in carica fino alla sua scomparsa. A causa della dittatura fascista fu costretto a ritirarsi a vita privata e si dedicò allora ad amministrare le sue proprietà terriere, sperimentando nuovi sistemi di coltivazione di uva e cereali, occupandosi nel frattempo della realtà parrocchiale del suo paese. Furono gli anni in cui entrò in contatto con il Ducato di Piazza Pontida, allora retto da Giuseppe Bonandrini, durante i quali si dedicò alla scrittura di opere in dialetto bergamasco .

## L'opera in italiano e in dialetto
Nella scrittura dei suoi romanzi e delle sue novelle, pubblicate nell'ultimo decennio dell'Ottocento, il Cavagnari aderì alla corrente verista, dipingendo da un lato la vita rurale dei contadini bergamaschi e dall'altra quella di minatori e altri lavori difficili dell'epoca. Esordì nel 1886 con la serie di racconti Il re dei paesani. In Le vittime della terra, pubblicato per la prima volta nel 1891, racconta in stampo verista le condizioni di miseria in cui vivevano le popolazioni contadine padane. A questo argomento si devono legare anche Il romanzo dei settimini del 1889 e Compari e comari: scene della campagna lombarda, di inizio Novecento.
In Spazzacamino. Novella ticinese (1892) viene narrata la vicenda di un ragazzo della valle Verzasca che, per guadagnarsi di che vivere, è costretto a lasciare la famiglia e trasferirsi a Milano. La novella parla di emigrazione ed è il primo ritratto delle sofferenze di un paese e uno dei primi frutti della letteratura della Svizzera italiana.
Interessanti sono poi le opere in dialetto: oltre alla traduzione dell'Aminta tassiana (rimasta inedita ad eccezione del primo canto, pubblicato da Vittorio Mora nel 1973), realizzò una collana di poesie ispirate soprattutto da temi d'occasione, pubblicata postuma nel 1940 con il titolo Poesie del Magatì, per interessamento dell'amico Giacinto Gambirasio. Il poema Giopì a l'Infèren invece, probabilmente l'opera poetica più impegnativa dell'autore, traduce in chiave parodistica l'Inferno dantesco, sostituendo al Dante personaggio il Gioppino, maschera bergamasca, e aggiungendo un canto iniziale di preambolo, in cui spiega al lettore il contesto in cui si svolge la narrazione.

## Opere
- Il re dei paesani (1886)
- Lacrymarum Valle (1887)
- Il romanzo dei settimini (1889)
- Le vittime della terra (1891)
- Spazzacamino. Novelle ticinesi (1892)
- Algorfa (1895)
- La cassa rurale (1897)
- Compari e comari : scene della campagna lombarda (s.d.)
- Poesie del Magatì (1940)
- Giopì a l'Infèren (2017)
- Traduzione dell'Aminta in dialetto bergamasco